# Stratford (London)

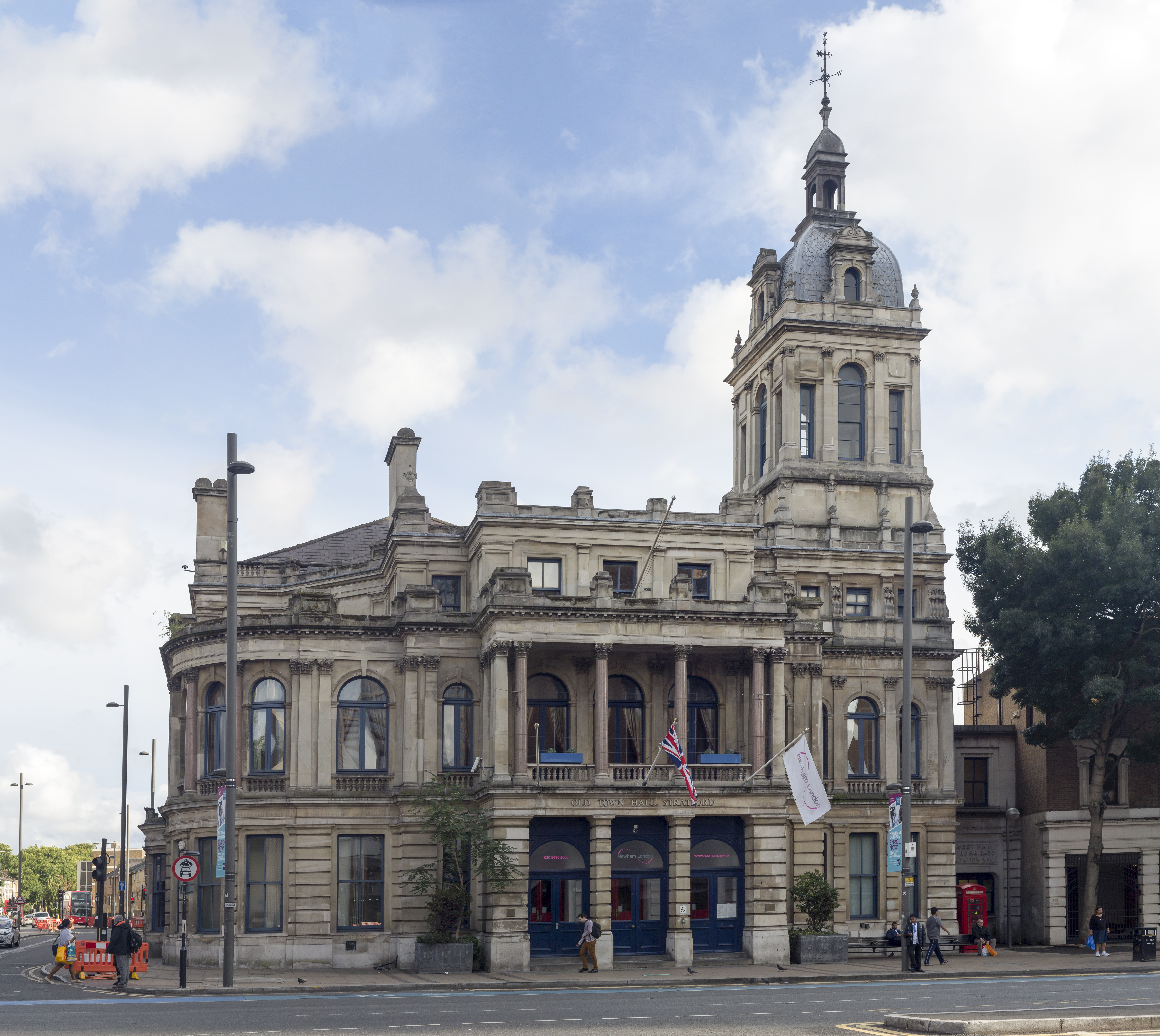
Altes Rathaus von Stratford

Stratford, ehemals Stratford Langthorne, ist ein Viertel im London Borough of Newham im Osten Londons. Mit der Eröffnung der Hochgeschwindigkeitsstrecke High Speed 1 und den Vorbereitungen für die Olympischen Spiele 2012 hat sich die Gegend stark verändert. Stratford hat sich zu einem beliebten Einkaufsziel entwickelt, insbesondere durch das Westfield Stratford City, eines der größten Einkaufszentren Londons.
Für die Olympischen Spiele 2012 wurde in Stratford der Queen Elizabeth Olympiapark geschaffen, der als Hauptaustragungsort der Spiele diente. Im Park stehen mehrere Wettkampfstätte und Veranstaltungsorte, darunter das Olympiastadion. Er bietet jedoch auch viele Grünflächen, Spazierwege und Spielplätze.
Der Bahnhof Stratford Station stellt einen wichtigen Umsteigeknotenpunkt dar, der Verbindungen zwischen der Great Eastern Main Line und der West Anglia Main Line, der London Underground (Tube) und dem Docklands Light Railway ermöglicht. Der Bahnhof wurde 1839 eröffnet und ab 1862 von der Great Eastern Railway (GER) betrieben, die 1923 in die London and North Eastern Railway (LNER) integriert wurde.
In der Nähe des Olympiaparks liegt der Bahnhof Stratford International, der von der Hochgeschwindigkeitsstrecke High Speed 1 bedient wird. Diese Strecke verbindet London St Pancras mit Kent und dem Eurotunnel. An der Stelle des heutigen Bahnhofs befand sich bis 2001 das Lokomotivdepot Stratford, welches einst das größte der LNER war. 1922 waren 555 Lokomotiven diesem Depot zugeteilt, die sowohl im Schnellzugdienst als auch im Güterverkehr in den London Docks eingesetzt wurden. 
Ein Teil des Geländes des ehemaligen Depots wird auch von dem Einkaufszentrum Westfield Stratford City genutzt, das bis zur Erweiterung des Westfield London in White City im Jahr 2018 das größte Einkaufszentrum Londons war.